# Барроза
Барроза (порт. Barrosa)  —  район (фрегезия) в Португалии,  входит в округ Сантарен. Является составной частью муниципалитета  Бенавенте. По старому административному делению входил в провинцию Рибатежу. Входит в экономико-статистический  субрегион Лезирия-ду-Тежу, который входит в Алентежу. Население составляет 739 человек на 2001 год. Занимает площадь 7,31 км².